# 印度母親
《印度母親》是1957年的印度黑白電影，由當年二十八歲的著名演員納吉斯主演主角拉達。
此片不僅當年在印度獲得空前成功，打破歷來票房記錄，而且被提名為奧斯卡－最佳外語片獎。
2006年， 該片被《印度時報》評為「歷來頭二十五齣不可不看的影片」。

## 影片歌曲
1. 《母親之歌》

## 票房記錄
- 當年淨得四千萬印度盧比，此記錄一直維持三年，才被由凱·阿西夫（K. Asif）導演的《Mughal-E-Azam》打破。

## 演員陣容
- 納吉斯（Nargis）（法提瑪·拉什德）：飾演拉達
- Sunil Dutt
- Rajendra Kumar
- Raaj Kumar

## 外部連結
- 《Mother India》的背景材料和國際評論 （页面存档备份，存于）
- 互联网电影数据库（IMDb）上《印度母親》的资料（英文）
- 豆瓣电影上《印度母親》的資料 （简体中文）
- 《印度母親》的電影海報 （页面存档备份，存于）